# Anneleen Van Bossuyt
Anneleen Van Bossuyt (ur. 10 stycznia 1980 w Gandawie) – belgijska i flamandzka polityk i prawniczka, posłanka do Parlamentu Europejskiego VIII kadencji, od 2025 minister w rządzie federalnym.

## Życiorys
Absolwentka studiów prawniczych na Uniwersytecie w Gandawie, uzyskała dyplom DEA na Uniwersytecie w Rennes. Pracowała jako badaczka w Instytucie Europejskim. Później została etatową działaczką Nowego Sojuszu Flamandzkiego.
Kandydowała w wyborach w 2014 do Europarlamentu. Mandat poselski objęła 8 stycznia 2015, gdy zrezygnował z niego Louis Ide. Dołączyła do frakcji Europejskich Konserwatystów i Reformatorów. W 2019 została natomiast wybrana na deputowaną do Izby Reprezentantów (reelekcja w 2024).
W lutym 2025 dołączyła do nowo powołanego rządu Barta De Wevera, obejmując w nim urząd ministra do spraw azylu, migracji i integracji społecznej.